# ハーグ国際法アカデミー
ハーグ国際法アカデミー（ハーグこくさいほうアカデミー、蘭: Haagse Academie voor Internationaal Recht、英: The Hague Academy of International Law）は、国際関係の法的側面を科学的進歩的に研究することを目的とし、国際私法および国際公法の高度な研究・教育を行っている機関。国際法の普及と研究の面で最も権威があるとされる。ノーベル平和賞受賞者であるトビアス・アッセルが提唱し、カーネギー国際平和財団の協力により、1923年に創設された。国際司法裁判所（ICJ）や常設仲裁裁判所（PCA）と共にオランダ王国ハーグ市の平和宮に設置されている。国際法の多くの研究者や国際司法裁判所の幾人かの判事は、このアカデミーの修了生であるか教授経験者である。

## 夏期コース
ハーグ国際法アカデミーは、毎年7月から8月にかけて、それぞれ3週間の課程で国際私法および国際公法から講師が任意に選んだ分野を学ぶ夏期講座を提供している。講義は英語かフランス語で行われる。
出席には、最低4年以上の法学教育を受けているかそれと同等の能力を有すること、そして、英語かフランス語をマスターしていることが求められる。毎年60から80もの国から、多数の大学教員や国際法研究者、国際機関職員、外交官、渉外弁護士、大学院生等が出席している。
夏期講座には上のゼネラルコースと並行して非常に高度なディプロマコースが設けられており、筆記試験と口述試験に合格するとディプロマが授与される。

## 日本人の関係者
- 安達峰一郎（教授（1924年））
- 小和田恆（教授（1999年））
- 功刀達朗（ディプロマ取得（1963年））
- 入江啓四郎 （講師 （1967年））
- 村瀬信也（講師（1995年）、理事（2004年以降））
- 道垣内正人（講師（2005年））